# NGC 4925
NGC 4925 is een lensvormig sterrenstelsel in het sterrenbeeld Maagd. Het hemelobject werd op 23 maart 1789 ontdekt door de Duits-Britse astronoom William Herschel.

## Synoniemen
- MCG -1-33-74
- PGC 44967